# شعار أرض الصومال
شعار أرض الصومال "((بالصومالية: Astaanta Qaranka Somaliland) ، تم تقديمه في 14 أكتوبر 1996 جنبًا إلى جنب مع علم أرض الصومال، عندما تمت الموافقة عليها من قبل المؤتمر الوطني، وقدمها عبد الله عبدي عمر (جوان). وبعد إعلان استقلالها في 18 مايو 1991، بقي استقلال المنطقة المعلن ذاتيًا غير معترف به من قبل أي دولة أو منظمة دولية.

## الوصف
يتكون الشارة من ميزانين متساويين في التوازن يرمزان إلى العدالة بين مواطني أرض الصومال، يحمل القهوة الملون النسر الميزان كدلالة على الديمقراطية، ويداه المصافحة تمثل المساواة والحرية بين شعب أرض الصومال، غصن الزيتون يرمز إلى السلام بين شعب أرض الصومال، خلفية صفراء تمثل، ثقافة جميلة وشعب أرض الصومال. تقرأ خط عربي فوق الميزان "بسم الله" والتي إذا ترجمت إلى الإنجليزية تعني "بسم الله الرحمن الرحيم" ". وهذا يرمز إلى أن الإسلام هو الدين الرسمي الذي يمارس في أرض الصومال.
نص دستور صوماليلاند، الذي تمت الموافقة عليه في 31 مايو 2001 بالاستفتاء على ما يلي:
 'المادة 7: العلم والشعار والنشيد الوطني.
"" 2 "". يتألف شعار الأمة من صقر بلون القهوة مكتوب على صدره باللغة العربية «الله أكبر». أسفل النسر يدان ترتعشان، وتتدلى فوقه مجموعة من المقاييس وتهبط على جانبيه. يُحاط الصقر (والمقاييس واليدين) بدوره من كلا الجانبين وأسفله بشريطين من الأوراق الخضراء متشابكة عند القاعدة، وبالعربية بسم الله منقوشة في الفجوة العلوية بين الورقتين.
- لاحظ أنه تمت إزالة «الله أكبر» من الشارة لأسباب غير معروفة وتم استبدال صورة ذهبية مكانها. كما تم تعديل لون بسم الله. من اللون البني إلى اللون الأحمر.

## شعارات أرض الصومال البريطانية

### 1903 - 1950

أول شعار لـ أرض الصومال البريطاني.

عندما قامت البريطانيون بضم واحتلال المنطقة التي تشمل «أرض الصومال» في عام 1903، أنشأوا محمية وجعلوها جزءًا من الإمبراطورية البريطانية. طور البريطانيون علمًا للمنطقة وشعارًا أيضًا. ظهر على الشعار قرص أبيض عليه صورة كودو، أحد الظباء الرئيسية في أرض الصومال. كما ظهرت الشارة على العلم.

### 1950 - 1960

الشعار الأخير لـ أرض الصومال البريطاني.

خلال عام 1950، تم تكييف شعار أرض الصومال البريطاني وتغييره إلى شعار شديد التعقيد. يتألف شعار النبالة من شعار النبالة مقسم رأسياً، وأخضر وأزرق، وله رئيس مع صومالي درع أمام اثنين رمح في سالتير، رأس لأسفل، بألوان طبيعية. احتوى الجزء الأخضر على تمثيل مئذنة باللون الأبيض، والجزء الأزرق به  مركب شراعي عربي في شراع كامل على أمواج البحر، مع مرساة ذهبية في القاعدة. رأس كودو، مع التاج الملكي بين القرون - كل ذلك بتلوين طبيعي، على «إكليل الألوان». أي الأبيض والأخضر - تشكيل كريست.
حصلت الصومال البريطاني على استقلالها باسم دولة أرض الصومال في 26 يونيو 1960، واتحدت مع إيطاليا إقليم الصومال الإيطالي في 1 يوليو 1960 لتشكيل جمهورية الصومال.